# 江厦谭家祠
江厦谭家祠，位于中国广东省惠州市龙门县龙城街道江厦村，为龙门县的一个县级文物保护单位，类型为古建筑，公布时间为2005年11月11日。
江厦谭家祠的历史年代为清代。